# Makarov (Russia)
Makarov (in giapponese Shirutoru) è una cittadina della Russia.

## Geografia fisica
È situata nell'Estremo Oriente Russo, nella parte centrale dell'Oblast' di Sachalin, sulla costa del Mare di Ochotsk, 235 km a nord del capoluogo Južno-Sachalinsk. È il capoluogo del distretto omonimo.

## Storia
Fondata nel 1892 con il nome di Seljutora, restò sotto l'Impero del Giappone dal 1905 al 1945 con il nome di Shirutoru (dalla lingua ainu, con il significato di grande terra, bella terra); tornata, alla fine della seconda guerra mondiale, all'Unione Sovietica, nel 1946 venne rinominata Makarov (in onore dell'ammiraglio Stepan Makarov) e ricevette status di città.

## Società

### Evoluzione demografica
Fonte: mojgorod.ru
- 1959: 32.900
- 1979: 42.300
- 1989: 45.100
- 2002: 36.652
- 2007: 35.100